# موريس (كاتب)
موريس (بالفرنسية: Morris) (و. 1923 – 2001 م) هو فنان قصص مصورة، وكاتب سيناريو بلجيكي، ولد في كورتريك، توفي عن عمر يناهز 78 عاماً، بسبب سقوط.

## أعمال بارزة
من أهم أعماله:
- لاكي لوك.

## جوائز
حصل على جوائز منها:
- Grand Prix de la ville d'Angoulême [الإنجليزية]‏ (1992).

## وصلات خارجية
- موريس على موقع IMDb (الإنجليزية)
- موريس على موقع ألو سيني (الفرنسية)
- موريس على موقع قاعدة بيانات الأفلام السويدية (السويدية)
- موريس على موقع ديسكوغز (الإنجليزية)
- موريس على موقع قاعدة بيانات الفيلم (الإنجليزية)
- موريس في قاعدة بيانات الأفلام على الإنترنت